# Метод Гальоркіна
Метод Гальоркіна — чисельний метод розв'язання диференціальних рівнянь з граничними умовами. Диференціальні рівняння з граничними умовами у математичній фізиці називаються задачею математичної фізики.

## Загальне формулювання
Нехай є диференціальне рівняння з деякими
крайовими умовами (першого роду)
{\displaystyle {\hat {A}}[u(x)]=f(x)},{\displaystyle a\leq x\leq b}, (1)
{\displaystyle u(a)=\alpha },{\displaystyle u(b)=\beta }.
Наближений розв'язок шукаємо у вигляді наступної суми
{\displaystyle u(x)\approx y_{n}(x)=\phi _{0}(x)+\sum _{k=1}^{n}\phi _{k}(x)*\alpha _{k}}, (2)
де
{\displaystyle \phi _{0}(x)} — деяка неперервна функція, що задовільняє крайові умови (1),
{\displaystyle \phi _{k}(x)}, {\displaystyle 1\leq k<\infty }, якась система лінійно незалежних функцій, повна в класі неперервних функцій, що визначені на відрізку [a, b] і набувають нульових значень на його кінцях.
Якщо для функції {\displaystyle u(x)} вираз {\displaystyle {\hat {A}}[u(x)]-f(x)} є ортогональним до {\displaystyle \phi _{k}(x)} при {\displaystyle k\geq 1}, то {\displaystyle u(x)} — розв'язок задачі (1).
Якщо ортогональність є тільки при {\displaystyle 1\leq k\leq n}, то
{\displaystyle {\hat {A}}[u(x)]\approx f(x)}.
Замість {\displaystyle u(x)} будемо брати наближений розв'язок у формі (2) і будемо вимагати, щоб
{\displaystyle \int _{a}^{b}[{\hat {A}}[y_{n}(x)]-f(x)]\phi _{k}(x)\,dx=0,1\leq k\leq n.}

## Застосування до квантової механіки
Нехай є диференціальне рівняння на функцію u(x)-
{\displaystyle {\hat {H}}[u(x)]=Eu(x)}
де H — оператор.
Саму функцію {\displaystyle u(x)} представляють у
вигляді суми — : {\displaystyle u(x)=\phi _{0}(x)+\sum _{i=1}^{N}\phi _{i}(x)\alpha _{i}}.
Метод дає нам саме коефіцієнти {\displaystyle \alpha _{i}}.
Розглянемо функції {\displaystyle \phi _{i}(x)} на [0,∞).
{\displaystyle \int _{0}^{\infty }\phi _{j}(x)*\phi _{i}(x)\,dx=b_{j,i}}
Домножимо рівняння {\displaystyle H[u(x)]=Eu(x)} на {\displaystyle \phi _{j}(x)} і проінтегруємо, маємо — : {\displaystyle \int _{0}^{\infty }\phi _{j}(x)*{\hat {H}}[u(x)]\,dx=\int _{0}^{\infty }\phi _{j}(x)*E*u(x)\,dx}
{\displaystyle \sum _{i=1}^{N}\alpha _{i}\int _{0}^{\infty }\phi _{j}(x)*{\hat {H}}[\phi _{i}(x)]\,dx=\sum _{i=1}^{N}b_{j,i}*E\alpha _{i}}.

Введемо наступне позначення -

{\displaystyle \phi _{j,i}=\int _{0}^{\infty }\phi _{j}(x)*{\hat {H}}[\phi _{i}(x)]\,dx}.

Маємо систему лінійних рівнянь -

{\displaystyle \sum _{i=1}^{N}\alpha _{i}[\phi _{j,i}-E*b_{j,i}]=0}.

Яка розв'язується за умови -

{\displaystyle \det[\phi _{j,i}-E*b_{j,i}]=0,j=1,N}.